# نهر باكاجا
نهر باكاجا هو نهر في ولاية بارا في شمال وسط البرازيل . إنه رافد نهر شينجو .
نهر باكاجا هو من الانهار السوداء . يقع حوضها في منطقة غابات شينجو-توكانتي أراغوايا الرطبة . 